# Astapkowiczi (obwód smoleński)
Astapkowiczi (ros. Астапковичи) – wieś (ros. деревня, trb. dieriewnia) w zachodniej Rosji, centrum administracyjne osiedla wiejskiego Astapkowiczskoje rejonu rosławskiego w obwodzie smoleńskim.

## Geografia
Miejscowość położona jest nad rzeką Rydyga, przy drodze federalnej A130 (Moskwa – Obninsk – Małojarosławiec – Rosław – białoruska granica), 9 km od centrum administracyjnego rejonu (Rosław), 107 km od stolicy obwodu (Smoleńsk), 26,5 km od granicy z Białorusią.
W granicach miejscowości znajdują się ulice: Lesnaja, Mołodiożnaja, Oktiabrskaja, Oziornaja, Pobiedy, Szkolnaja, Ukrainskaja.

## Demografia
W 2010 r. miejscowość zamieszkiwało 597 osób.

## Historia
W czasie II wojny światowej od lipca 1941 roku dieriewnia była okupowana przez hitlerowców. Wyzwolenie nastąpiło we wrześniu 1943 roku.

## Osobliwości
- Grodiszcze na lewym brzegu rzeki Biełaja Rydyga[6]